# بيسايا
بيساية هي الثلث الأوسط من جزر الفلبين. وعاصمتها سيبو. تشكل مع كل من لوسون (مجموعة الجزر الشمالية) ومِندناو (مجموعة الجزر الجنوبية) ما يعرف بأرخبيل جزر الفيلبين.